# Raphaëlle Tervel

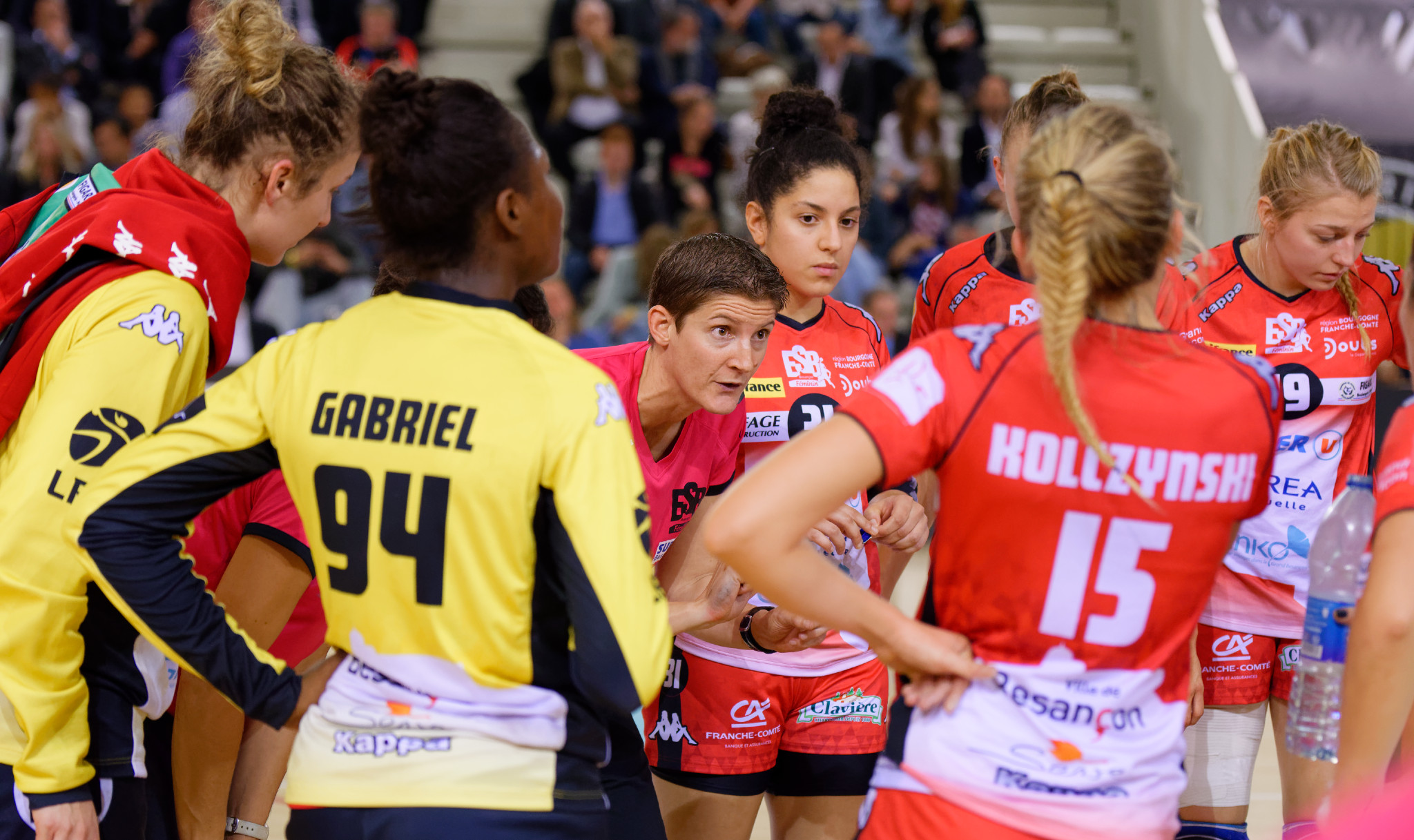
Raphaëlle Tervel au milieu de ses joueuses de l'ES Besançon, le 26 octobre 2016.

Raphaëlle Tervel, née le 21 avril 1979 à Besançon, est une ancienne joueuse de handball française polyvalente puisqu'elle excellait à la fois sur les postes d'ailière gauche, d'arrière ou encore défenseure.
Reconvertie entraîneuse, elle est responsable de 2015 à 2021 de l'ES Besançon. Elle effectue une saison en tant qu'entraîneuse adjointe d'Ambros Martin au sein de Győri ETO KC, club hongrois où elle a auparavant joué. À partir de la saison 2024-2025, elle devient l'entraîneuse principale du Brest Bretagne Handball.

## Biographie
Après des débuts à son club de Maîche, elle rejoint le club de l'ES Besançon en 1996. Elle se trouve alors dans l'un des clubs qui domine, avec Metz, le handball féminin français. Elle s'impose rapidement comme un grand espoir du handball français et elle est élue à seulement 22 ans meilleure ailière gauche du championnat de France 2000-2001. Le sommet de sa carrière en club se situe en 2003 lorsque, avec notamment Valérie Nicolas, Sandrine Delerce et Véronique Pecqueux-Rolland, elle réalise un fabuleux quadruplé : coupe d'Europe des vainqueurs de coupe, championnat de France, coupe de France et coupe de la Ligue.
Avec ses trois partenaires de club, elle fait également partie de l'équipe de France qui devient championne du monde 2003 face à la Hongrie, marquant d'ailleurs les deux premiers buts de l'équipe de France en finale. Les médailles de bronze des championnats d'Europe 2002 et 2006 figurent également à son palmarès. Entre-temps, elle termine à la 4e place des Jeux olympiques d'Athènes en 2004 après une défaite contre la Corée du Sud en demi-finale puis l'Ukraine en match de classement pour la 3e place.
2006 marque aussi la fin de l'aventure de 10 saisons avec l'ES Besançon, le club étant en proie à d'importantes difficultés financières. Elle rejoint alors l'Espagne et le club d'Akaba Bera Bera .
À l'issue du premier tour du Championnat du monde 2007, elle est appelée par le sélectionneur national Olivier Krumbholz pour intégrer l'Équipe de France à la dernière place disponible, le sélectionneur ayant auparavant décidé de sélectionner seulement 15 joueuses afin de pouvoir ajuster son choix avant le tour final. La France est finalement battue en quart de finale, mais obtient ensuite la cinquième place qui lui octroie le droit d'organiser l'un des tournois pré-olympiques à domicile. Elle participe alors aux Jeux olympiques de Pékin en 2008, mais s'incline après prolongations en quart de finale face à la Russie à l'issue d'un match que les Françaises auraient dû gagner.
Quinze mois plus tard, c'est en tant que capitaine que Tervel atteint la finale du Mondial 2009 en Chine, s'inclinant à nouveau face aux Russes mais cette fois sans que la défaite ne prête à contestation. Et pourtant, pendant ce temps, elle est sans club depuis le début du mois de décembre après la rupture de contrat de son club espagnol Bera Bera, même si à l'issue de la compétition, sa signature pour le club norvégien de Larvik HK est officialisée. Au cours des 6 mois passées en Scandinavie, elle réalise un doublé championnat-coupe de Norvège. Puis elle retourne en Espagne au SD Itxako où elle réalise en deux saisons deux nouveaux doublés championnat d'Espagne-coupe d'Espagne.
Au Championnat du monde 2011, elle atteint sa troisième finale mondiale le 18 décembre 2011 en étant capitaine et jouant un rôle prépondérant en défense centrale. Seule joueuse de l'équipe de France à avoir déjà remporté le titre mondial en 2003, elle ne remporte pas sa seconde médaille d'or, s'inclinant 24 à 32 face à la Norvège.
En club, elle remporte un deuxième titre européen, la Ligue des champions, avec le club hongrois de Győri ETO KC lors de l'édition 2012-2013, après avoir échoué en finale en 2011 avec le club espagnol d'Itxako.
Aux Jeux olympiques de Londres 2012, la France s'incline en quart de finale face au Monténégro : à quelques secondes de la fin du match, alors que les deux équipes sont à égalité 22-22, Raphaëlle Tervel est au cœur d'un cafouillage à l'issue duquel le ballon atterrit miraculeusement dans les mains de Bojana Popović. Celle-ci obtient alors un pénalty transformé par Katarina Bulatović qui élimine cruellement l'équipe de France : un rêve s'envole. 
Alors que Raphaëlle Tervel avait annoncé sa retraite internationale après le tournoi olympique, elle décide finalement de participer à l'Euro 2012, pour « ne pas quitter cette équipe sur un échec » et « sortir par une plus grande porte ». La France termine à la 9e place cette compétition remportée, ironie de l'histoire, par le Monténégro et Tervel quitte définitivement le maillot bleu après 249 sélections et 372 buts marqués.
Le 15 mai 2014, pour son ultime match professionnel, elle remporte le championnat de Hongrie pour la seconde fois avec son club Győri ETO KC. Réalisant ainsi cette saison un triplé victorieux : championnat de Hongrie, coupe de Hongrie et Ligue des champions.
Dans une logique de réduction de coût, son club formateur l'Entente sportive Besançon féminin, fait appel à elle pour remplacer l'entraîneur d'alors, Camille Comte, à compter de la saison 2015-16. Elle est secondée par une ancienne coéquipière de l'ESBF, Sandrine Delerce. Au début de la saison 2020-2021, elle annonce qu'elle va quitter le club au terme de la saison, se disant « être arrivée à la fin d'un cycle » bien qu'il lui restait deux ans de contrat. Elle conduit néanmoins le club à la troisième place en Championnat, meilleur résultat du club depuis 2005.
En juin 2022, après une année sabbatique, elle s'engage avec le club hongrois de Győri où elle est adjointe d'Ambros Martin.

## Palmarès

### Club
compétitions internationales 
- vainqueur de la Ligue des champions (2) : 2013 et 2014 (avec Győr)
- finaliste de la Ligue des champions en 2011 (avec Itxako)
- vainqueur de la coupe d'Europe des vainqueurs de coupe en 2003 (avec ES Besançon)

 compétitions nationales 
- championne de France (3) en 1998, 2001 et 2003 (avec ES Besançon)
- 2e du championnat de France (5) en 1997, 1999, 2000, 2002, 2004, 2005 (avec ES Besançon)
- vainqueur de la coupe de France (4) en 2001, 2002, 2003 et 2005 (avec ES Besançon)
- vainqueur de la coupe de la Ligue (2) : 2003 et 2004 (avec ES Besançon)
- championne d'Espagne (2) en 2011 et 2012 (avec SD Itxako)
- vainqueur de la coupe de la Reine (Coupe d'Espagne) (4) en 2007, 2009 (avec Akaba Bera Bera), 2011 et 2012 (avec SD Itxako)
- vainqueur de la Supercoupe d'Espagne (4) en 2007, 2009 (avec Akaba Bera Bera), 2011 et 2012 (avec SD Itxako)
- championne de Norvège (1) en 2010 (avec Larvik HK)
- vainqueur de la coupe de Norvège en 2010 (avec Larvik HK)
- championne de Hongrie (2) en 2013 et 2014 (avec Győr)
- vainqueur de la coupe de Hongrie (2) en 2013 et 2014 (avec Győr)

### Équipe nationale
Elle connait sa première sélection en équipe de France le 27 novembre 1998 contre la  Pologne. Elle prend sa retraite internationale le 13 décembre 2012 à l'issue de l'Euro 2012 après 253 sélections et 379 buts marqués.
Jeux olympiques
- 6e place aux Jeux olympiques de 2000 de Sydney,  Australie
- 4e place aux Jeux olympiques de 2004 d'Athènes,  Grèce
- 5e place aux Jeux olympiques de 2008 de Pékin,  Chine
- 5e place aux Jeux olympiques de 2012 de Londres,  Royaume-Uni

championnats du monde
- vainqueur du championnat du monde 2003
- finaliste du championnat du monde 2009
- finaliste du championnat du monde 2011

championnats d'Europe
- troisième du championnat d'Europe en 2002
- troisième du championnat d'Europe en 2006

autres
- 8e place du championnat d'Europe junior en 1998[18]

## Distinctions
- prix Emmanuel Rodocanachi de l'Académie des Sports en 2004 avec l'équipe de France, déclarée meilleure équipe française de l'année 2003 (à la suite de son premier titre mondial).
- élue meilleure ailière gauche du championnat de France 2000-2001[3] :